# Leopold Schuster
Leopold Schuster (* 24. Oktober 1842 in Sankt Anna am Aigen; † 18. März 1927 in Graz) war Fürstbischof von Seckau (heute: Diözese Graz-Seckau).

## Leben
Leopold Schuster wurde als Sohn einer oststeirischen Bauernfamilie geboren. Er besuchte zunächst das Bischöfliche Knabenseminar und anschließend das Akademische Gymnasium in Graz. Nach der Matura, die er mit Auszeichnung absolvierte, begann er mit dem Studium der Theologie an der Karl-Franzens-Universität in Graz.
Am 9. Juli 1865 wurde Leopold Schuster zum Priester geweiht, war dann als Kaplan in Eisenerz (Steiermark) sowie als Erzieher und Lehrer im Bischöflichen Seminar tätig. Im Jahre 1870 schloss er seine Studien mit dem Doktorat der Theologie ab. Bereits im Jahre 1874 wurde Leopold Schuster zum Theologieprofessor berufen und wirkte als Ordinarius für Kirchenrecht und Kirchengeschichte an der Karl-Franzens-Universität, deren Rektor er im Studienjahr 1888–1889 war.
Nach dreijährigem Wirken als Propst der Stadtpfarre zum Heiligen Blut in Graz wurde Leopold Schuster am 20. Oktober 1893 zum dreiundfünfzigsten Fürstbischof der Diözese Seckau ernannt und am 31. Dezember 1893 in Salzburg durch Erzbischof Johannes Evangelist Haller feierlich in sein Amt eingesetzt. Seine Inthronisation fand am 6. Januar 1894 im Grazer Dom statt.
Neben seinen kirchlichen Tätigkeiten publizierte Schuster einige Bücher über Kirchengeschichte und zu Religionsthemen. Besonders intensiv setzte er sich dabei mit seinem Amtsvorgänger, dem Fürstbischof Martin Brenner und dessen Zeitgenossen Johannes Kepler, auseinander. Von 1892 bis 1897 war er Mitglied der Historischen Landeskommission für Steiermark.

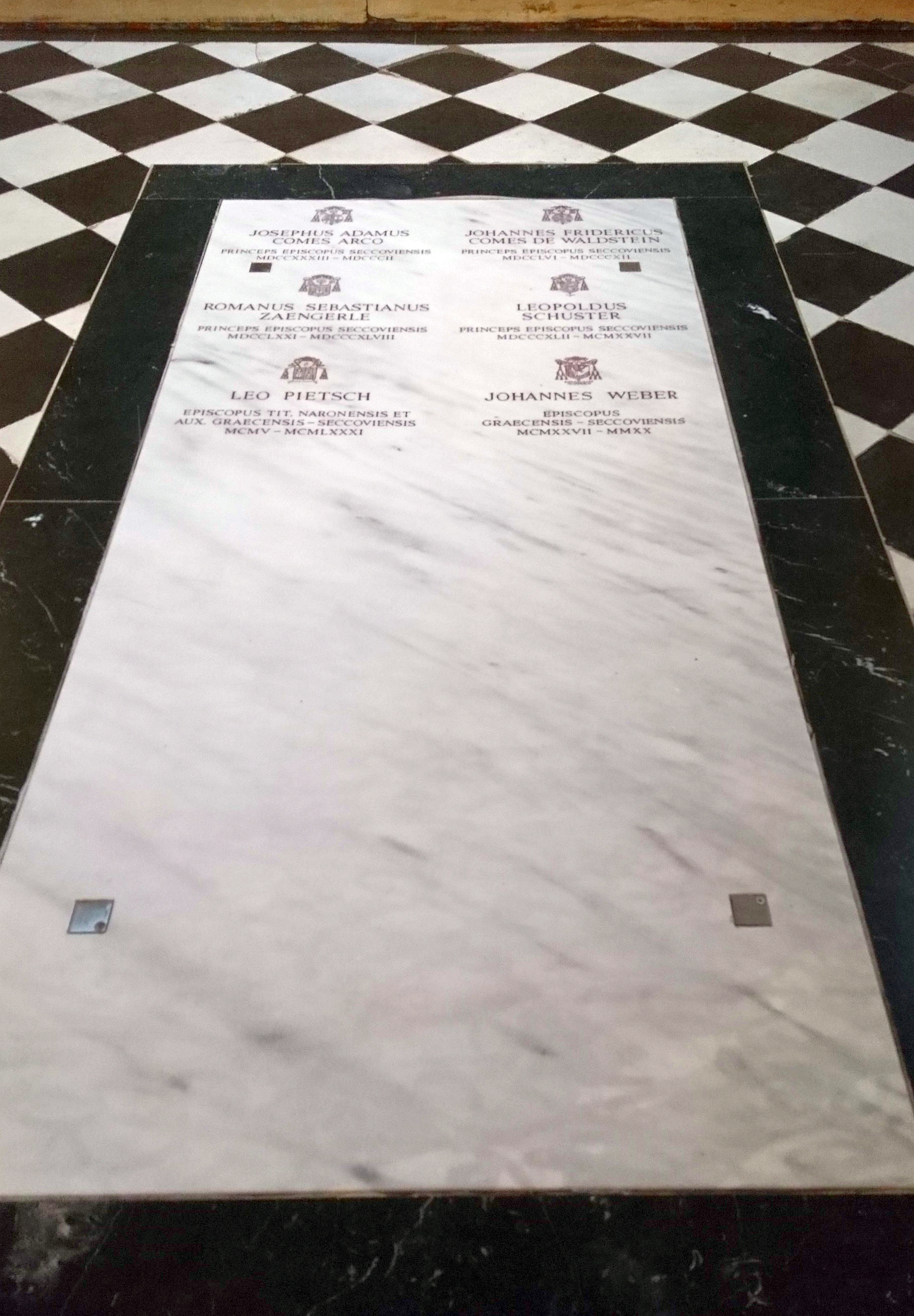
Dom, Graz – Bischofsgruft in der Kreuzkapelle

Dr. Leopold Schuster starb im Alter von 85 Jahren am 18. März 1927 in Graz. Er wurde in der Bischofsgruft im Mausoleum Kaiser Ferdinands II. in Graz bestattet. Nachdem 2010 eine neue Grablege für die Bischöfe von Graz-Seckau im Grazer Dom geschaffen worden war, wurden die verstorbenen Bischöfe in die neue Bischofsgruft überführt.

## Werke
- St. Anna am Aigen. Gedenkschrift zum ersten hundertjährigen Jubiläum… 1886.
- Johann Kepler und zwei Weltfragen seiner Zeit. Eine kirchengeschichtliche Studie. 1887.
- Johann Kepler und die großen kirchlichen Streitfragen seiner Zeit. Eine Kepler-Studie. 1888.
- Zwei Cyklen Fastenpredigten. 1891.
- Ausgewählte, leichtfassliche Predigten in drei Bänden. 1893.
- Fürstbischof Martin Brenner. Ein Charakterbild aus der steirischen Reformations-Geschichte. 1898.